# إيندرا ساهدان داود
إندرا ساهدان بن داود (بالإنجليزية: Indra Sahdan bin Daud)‏ (مواليد 5 مارس 1979 في سنغافورة) لاعب كرة قدم سنغافوري دولي يجيد اللعب في خط الهجوم . يلعب حاليا لصالح نادي سنغابور أرمد فورسز السنغافوري منذ سنة 2010.

## مرحلة الشباب

### أندية لعب لها
- نادي هوم يونايتد

## المسيرة الاحترافية

### أندية لعب لها
- نادي هوم يونايتد
- نادي واريورز
- نادي تامبينس روفرز لكرة القدم